# Sequana Capital
 (novembre 2022).
Si vous disposez d'ouvrages ou d'articles de référence ou si vous connaissez des sites web de qualité traitant du thème abordé ici, merci de compléter l'article en donnant les références utiles à sa vérifiabilité et en les liant à la section « Notes et références ».
Sequana est une holding financière créée par le groupe Worms (France) en 2005. Son siège se situe à Boulogne-Billancourt.

## Historique
Cent ans après sa création, en 1948, Worms cesse son activité d'importation de charbon et participe à la création Antar. En 1971, Worms restructure ses activités maritimes en créant la Compagnie Navale Worms.
En 1996, Worms devient la seule holding cotée en bourse. L'année suivante, le groupe Pinault tente une OPA sur Worms qui sera déboutée par les principaux actionnaires de Worms (familles fondatrices, Gianni Agnelli patron du Groupe Fiat à travres Ifil et les AGF).
En 1999, Worms & Cie absorbe Arjomari Prioux et met en place un plan de restructuration pour ArjoWiggins Appleton. L'année suivante, Worms & Cie décroche 100 % du groupe ArjoWiggins Appleton à la suite d'une OPA. En 2004, Carbonless Europe est intégré à ArjoWiggins.
En 2000, Worms & Cie entre au capital de SGS à hauteur de 15 % qui passera à 21,6 % au
31 décembre 2002, puis à 23,77 % début 2003.
En 2005, Sequana Capital devient la nouvelle dénomination sociale pour le groupe "Worms & Cie" (avec de nouveaux statuts de société à conseil d'administration). En 2006, Worms échange des actions avec la société S.G.S. (le nombre d'actions de Sequana Capital est de 48 448 581 actions). La famille Agnelli (Fiat) augmente ses participations et la famille fondatrice Worms les réduit.
En 2007, la plupart des participations minoritaires sont revendues pour se recentrer sur les sociétés d'industrie papetière. Antalis acquiert le distributeur Map et Arjowiggins acquiert le producteur de pâte à papier recyclée haut de gamme Greenfield
En 2008, la société est rebaptisée Sequana et se recentre sur la distribution et la production spécialisée.[réf. nécessaire]
En 2009, des participations non stratégiques ou déficitaires sont cédés, comme Antalis au groupe Bic.
En 2012, Bpifrance Participations devient le 1er actionnaire de Sequana.
En 2013, l'usine d'Ivybridge est fermée et Casting est cédée au groupe Favini.
En 2014, Appleton Coated est vendue.
En 2015, ArjoWiggins vend sa filiale située au Brésil au groupe Fedrigoni, cède 85 % d’Arjo Systems et d’Arjowiggins Solutions au groupe Impala qui entre au capital de Sequana. Antalis acquiert 6 distributeurs au Royaume-Uni, en Scandinavie et en Estonie spécialisés dans l’emballage.
En 2014, le groupe procède au transfert en Écosse de l’activité de la papèterie de Charavines en Isère.
En 2015, la fermeture de la papèterie de Wizernes, dans le Pas-de-Calais, est réalisée.
En février 2017 la société est placée en sauvegarde convertie en redressement judiciaire en mars 2019. Le 15 mai 2019 la société est placée en liquidation judiciaire.

## Structure
Il regroupe deux principaux groupes industriels (non-côtés) :
- Antalis : SASU (propriétaire à 100 %) à Levallois-Perret, leader européen de la distribution de supports de communication.
- ArjoWiggins : SASU (propriétaire à 100 %) à Issy-les-Moulineaux, leader mondial des papiers de création et technologiques.

Sequana Capital conserve quelques autres participations hors de l'industrie papetière (non cotées) :
- Antonin Rodet (100 %), maison de négoce et de production de grands vins de Bourgogne.
- Permal Group (1 %), l'un des leaders mondiaux dans la gestion de fonds alternatifs.

De plus, le groupe détient également :
- Star Equity Holdings (100%), la holding des fondateurs du groupe Ejjih.

## Actionnaires
Mise à jour 20/11/2022
| Ejjih                       | 133 400 | 13,34 % |
| Naspers                     | 227 600 | 22,76 % |
| Orange                      | 221 200 | 22,12 % |
| Sequana SA                  | 51 000  | 5,10 %  |
| Pascal Lebard               | 25 000  | 2,5 %   |
| Autres investisseurs privés | 52 600  | 5,26 %  |
| Employés                    | 23 500  | 2,35 %  |
| Public / Bourse             | 259 200 | 25,92 % |
| Flottant                    | 11000   | 1,10 %  |